# Аладьїнська
Аладьїнська (рос. Аладьинская) — присілок в Коноському районі Архангельської області Російської Федерації.
Населення становить 18 осіб. Входить до складу муніципального утворення селище Мирний.

## Історія
Від 2004 року входить до складу муніципального утворення селище Мирний.

## Населення
| 2002 | 2010 | 2012 |
| ---- | ---- | ---- |
| 21   | ↗24  | ↘18  |